# Refuge d'oiseaux migrateurs de l'Île-aux-Basques
Le refuge d'oiseaux migrateurs de l'Île-aux-Basques est un refuge d'oiseaux migrateurs situé dans la province de Québec (Canada). Ce refuge a pour mission de protégée un site de nidification de l'Eider à duvet et colonies de goélands et de Cormorans à aigrettes. Ce site est la propriété et est administré par la Société Provancher d'histoire naturelle du Canada.

## Toponymie
Le nom de l'île aux Basques provient du fait que les pêcheurs basques utilisaient cette île pour faire fondre la graisse de baleine entre 1580 et 1630. L'île est d'ailleurs cartographiée dès 1537 sur la mappemonde dite Harléyenne.
Quant aux Razades, leur nom a été noté dans un document des Archives nationales de France de 1758. Il y a deux possibilités pour le toponyme, le premier provient de la faible altitude des îles, elles seraient donc à ras d'eau. L'autre possibilité vient des récifs autour des îles qui rasaient le fond des canots.

## Géographie
Le refuge d'oiseaux migrateurs de l'Île-aux-Basques est situé sur le fleuve Saint-Laurent en face de la ville de Trois-Pistoles. Le refuge est situé dans les territoires des municipalités de Notre-Dame-des-Neiges et Saint-Simon, tous deux étant située dans la municipalité régionale de comté des Basques, dans la région du Bas-Saint-Laurent.
Le refuge protège trois îles, soit l'île aux Basques, La Razade d'en Haut et La Razade d'en Bas, ainsi qu'une bande de 500 m les entourant. Il a un territoire de 848 ha, la partie terrestre couvre 78 ha et la partie marine couvre 7,77 km2,.
Le refuge a été reconnu comme zone importante pour la conservation des oiseaux. La portion terrestre du refuge d'oiseaux chevauche la réserve naturelle de l'Île-aux-Basques-et-des-Razades.